# 恋するダーウィン〜美人進化論〜
『恋するダーウィン〜美人進化論〜』（こいするダーウィン びじんしんかろん）は、2010年6月11日（10日深夜）から同年10月1日（9月30日深夜）まで日本テレビで、毎週金曜日0:38 - 1:08（木曜深夜、JST）に放送されたバラエティ番組。サイバーエージェントの一社提供（名義はアメーバピグ）。

## 出演者
ゲームマスター
- 天野ひろゆき
- 吉川ひなの

美人のタマゴ
- 有末麻祐子（モデルのタマゴ）
- 次原かな（グラビアのタマゴ）
- 米村美咲（女優のタマゴ）

## 内容
アメーバピグを舞台に、視聴者からの知恵を借りながらイイ女を目指す視聴者参加型のバラエティ番組。

### ルール
- ゲームマスター（以下、マスター）の天野と吉川からお題が発表され、そのお題に沿った内容のものを視聴者（アメーバピグのユーザー）からの知恵を借りながら答えを見つけていく。
- マスターから答えに対してのポイント（持ち点は1人5ポイント。最大10ポイント）が与えられ、最高ポイントを得たアイドルにはさらにボーナスとして10ポイントを与えられる。
- これを1週の放送で2回繰り返し（1回のみの場合あり）、最終的に多くポイントを獲得したアイドルには、アメーバピグのCMに出演することができる。

#### 最終結果
優勝次原かな（アメーバピグCM出演権獲得。最終回のエンディングで制作過程と15秒CMが放送された）
第2位有末麻祐子
第3位米村美咲

## スタッフ
- ナレーター：森富美（2010年9月2日のみ杉上佐智枝）
- 構成：アリエシュンスケ、木南広明、成瀬正人、藤澤雅孔
- TM：佐治佳一
- 技術：NiTRO
- CG：アイヴリックスタジオ
- 編集：橋本治（スタジオヴェルト）
- ＭＡ：大竹雄一（スタジオヴェルト）
- 音効：田村彩（サウンドエッグノッグ）
- メイク：G-FORCE
- リサーチ：フルタイム
- 営業：窪田えみ
- 編成：吉田絵
- 広報：鎌田淳平
- TK：木下渚
- デスク：保科邦子
- 美術：日テレアート
- AD：福地雄士、赤木健彦、田村直人
- AP：佐藤里絵、森千花子
- ディレクター：斎藤吉彦、のびたろう（森伸太郎）、市川隆、ソネタマエ、若山一朗
- 演出：福田逸平太
- プロデューサー：滝澤真一郎、後藤全孝
- チーフプロデューサー：松岡至
- 制作協力：AX-ON
- 製作著作：日本テレビ